# Triple joker
『triple joker』（トリプル・ジョーカー）は、1998年1月21日にリリースされたT.M.Revolutionの3枚目のアルバム。発売元はアンティノスレコード。2002年7月1日にエピックレコードより再発された。

## 概要
- アルバムとしては初のオリコン1位を獲得し、自己最高の165.1万枚（オリコン調べ）のセールスを記録[1]。出荷枚数ではダブル・ミリオンに認定され、第13回日本ゴールドディスク大賞ロック・アルバム・オブ・ザ・イヤーを受賞した。また、1998年3月29日の日本武道館ライブにおいて、本作が250万枚を記録したことが報告された[2]。ミリオンセラーを記録した6thシングル「WHITE BREATH」を含む、シングル3曲を収録しているが全てアルバム・バージョンとなっている。初回盤は特製パッケージ。

- 「蒼い霹靂」は、7thシングル「蒼い霹靂〜JOG edit〜」としてシングルカットされた。
- 「MID-NITE WARRIORS」は、ニッポン放送『岩男潤子と荘口彰久のスーパーアニメガヒットTOP10』第3期テーマソングに使用された。
- 「Joker -G CODE MIX-」は、「WHITE BREATH」と、この楽曲のオリジナルバージョンとでシングルカットの選考があり、この楽曲はアレンジされて本作に収録された。
- セルフカバーアルバム『UNDER:COVER』収録曲を選ぶ人気投票では、本作より「Twinkle Million Rendezvous」が3位、「Joker」が5位にランクインしている。

## 収録曲
| 全作詞: 井上秋緒（※特記以外）、全作曲・編曲: 浅倉大介。 |                                                    |                        |            |                          |      |
| #                                                       | タイトル                                           | 作詞                   | 作曲・編曲 | 出版社                   | 時間 |
| 1.                                                      | 「蒼い霹靂」                                       | 井上秋緒 （※特記以外） | 浅倉大介   | ダーウィン               | 5:01 |
| 2.                                                      | 「OH! MY GIRL, OH MY GOD! -MORNING SURPRISE MIX-」 | 井上秋緒 （※特記以外） | 浅倉大介   | ダーウィン               | 4:30 |
| 3.                                                      | 「WHITE BREATH -MORE FREEZE MIX-」                 | 井上秋緒 （※特記以外） | 浅倉大介   | ダーウィン               | 4:00 |
| 4.                                                      | 「O.L」                                            | 井上秋緒 （※特記以外） | 浅倉大介   | ダーウィン               | 5:24 |
| 5.                                                      | 「MID-NITE WARRIORS」(※作詞: 西川貴教・井上秋緒)   | 井上秋緒 （※特記以外） | 浅倉大介   | フジパシフィック音楽出版 | 5:07 |
| 6.                                                      | 「LEVEL 4 -LEVEL→V MIX-」                          | 井上秋緒 （※特記以外） | 浅倉大介   | ダーウィン               | 3:56 |
| 7.                                                      | 「Slight faith」(※作詞: 麻倉真琴)                  | 井上秋緒 （※特記以外） | 浅倉大介   | ダーウィン               | 5:20 |
| 8.                                                      | 「MinD ESCAPE」(※作詞: 麻倉真琴)                   | 井上秋緒 （※特記以外） | 浅倉大介   | ダーウィン               | 4:34 |
| 9.                                                      | 「Joker -G CODE MIX-」                             | 井上秋緒 （※特記以外） | 浅倉大介   | ダーウィン               | 4:51 |
| 10.                                                     | 「Twinkle Million Rendezvous」                     | 井上秋緒 （※特記以外） | 浅倉大介   | ダーウィン               | 5:35 |
| 11.                                                     | 「HIGH PRESSURE -MORE HEAT MIX-」                  | 井上秋緒 （※特記以外） | 浅倉大介   | ダーウィン               | 4:25 |
| 12.                                                     | 「JUST A JOKE」                                    | 井上秋緒 （※特記以外） | 浅倉大介   | ダーウィン               | 0:55 |
| 合計時間:                                               | 合計時間:                                          | 合計時間:              | 53:38      |                          |      |

## 参加ミュージシャン・エンジニア
- トータル・プロデューサー：浅倉大介
- プログラミング & キーボード：浅倉大介
- ギター：葛城哲哉（#1.2.4.6.8.9.11）
- ギター：是永巧一（#5.10）
- ギター：後藤孝顕（#3.7）
- ベース：白須衛治（#8）
- コーラス：浅倉大介（#2）
- コーラス：伊藤賢一（#8）
- コーラス：白須衛治（#1〜11）
- レコーディング・エンジニア：SHIGEKI KASHII、MOTONARI SASAKI、TAKASHI IKITO
- ミキシング・エンジニア：フィル・カッフェル
- マスタリング・エンジニア：ブライアン・ガードナー
- ディレクター：安部裕子